# Sardana Avksentieva
Sardana Vladímirovna Avksentieva de soltera Gogoleva (en ruso: Сардана Владимировна Авксентьева, en yakuto: Сардаана Владимировна Авксентьева; Churapcha, Unión Soviética, 2 de julio de 1970) es una política rusa de etnia yakuta que, entre 2018 y 2021, se desempeñó como alcaldesa de Yakutsk, la capital y ciudad más poblada de la República de Sajá (Yakutia), desde el 19 de septiembre de 2021 es diputada de la Duma Estatal. 

## Biografía
Sardana Avksentieva nació el 2 de julio de 1970 en Churapcha una pequeña localidad rural (seló) en el distrito de Churapchinsky situada a 177 km al este de Yakutsk. En 1993, Se graduó en la Facultad de Historia y Derecho de la Universidad Estatal M. K. Ammosov de Yakutsk (actualmente conocida como Universidad Federal del Nordeste) como profesora de historia, y en 1998 en la Academia de Administración Pública del Lejano Oriente con un título en Administración Estatal y Municipal.
Entre 1993 y 1996 trabajó como especialista en el Departamento de Asuntos Juveniles, Turismo, Cultura Física y Deportes de la administración de la ciudad de Yakutsk, convirtiéndose en jefa del departamento del Ministerio de Asuntos Juveniles, Turismo, Cultura Física y Deportes de Yakutia en 1996. Desde 1998 hasta 2000, trabajó como jefa del departamento de trabajo organizacional y de personal en la Compañía Nacional de Radiodifusión de Sajá. En 2000, fue nombrada asistente del diputado de la Duma Estatal Vitali Basigisov. De 2004 a 2007, se desempeñó como directora general adjunta de la sociedad anónima abierta Tuymaada Diamond.
De 2007 a 2012, trabajó como jefa de personal de la administración de la ciudad de Yakutsk y diputada del alcalde Yury Zabolev del partido Rusia Unida. Anteriormente dirigió la sede electoral de Zabolev. Desde 2012 fue directora del complejo comercial y de producción Aerotorgservice del aeropuerto de Yakutsk.

### Alcaldesa de Yakutsk
En septiembre de 2018, fue elegida alcaldesa de Yakutsk por el minoritario Partido del Renacimiento de Rusia, sin dejar de ser independiente. Ganó con el 39,98 % de los votos emitidos por delante de Alexander Savvinov representante del partido Rusia Unida, quien recibió el 31,70 % de los votos. convirtiéndose de esta forma en la primera mujer en asumir el cargo de alcaldesa de Yakutsk. En una entrevista para el periódico en línea Meduza, Avksentieva declaró que decidió probar suerte por sugerencia del candidato del partido Rodina, Vladímir Fiódorov, quien se vio obligado a retirar su candidatura. El patrocinador principal de la campaña de Avksentieva fue el grupo de empresas Utum y su fundador Vasili Gogolev, quien previamente había apoyado a Fiódorov.

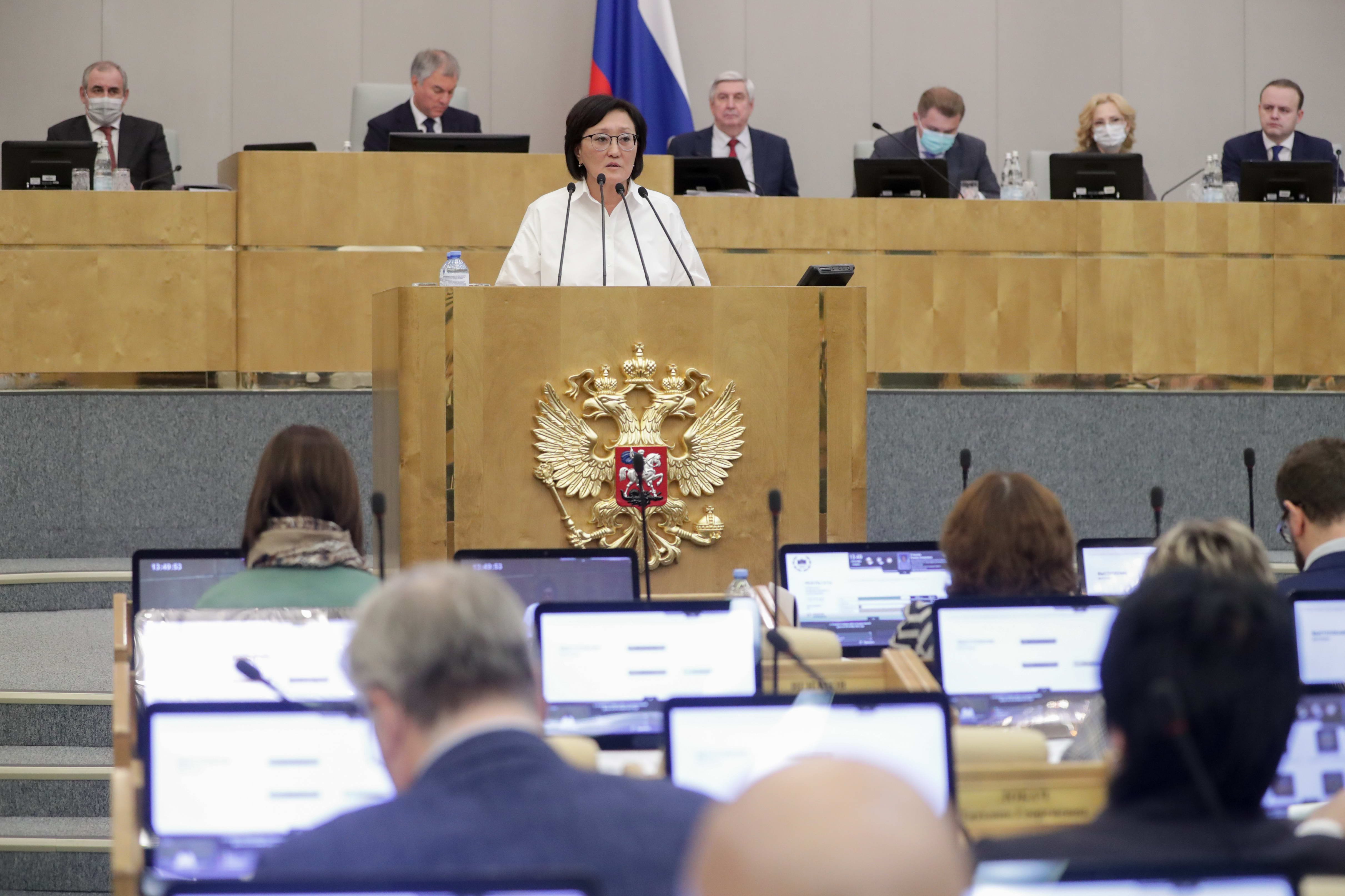
Sardana Avksenteva hablando frente a la Duma Estatal

El primer año de su mandato, para ahorrar fondos presupuestarios, subastó los automóviles oficiales de los empleados de la administración, redujo los costos de las vacaciones y otros eventos, las relaciones públicas y externas, la recepción de las delegaciones. Posteriormente, la alcaldía no pudo vender sus vehículos todo terreno. También canceló un desfile de moda de pieles que le costó a la ciudad casi 12 000 $. El espectáculo durante el festival anual titulado «El invierno comienza en Yakutia» estaba destinado solo a aquellos que podían pagar tales accesorios. El alcalde también canceló un recital de ballet financiado por la ciudad para desviar dinero a programas de arte para niños. en otro movimiento poco usual, sustituyó en su oficina el retrato de Vladímir Putin, común en la mayoría de las oficinas de las autoridades locales rusas, por una fotografía de personas celebrando la tradicional fiesta de verano de Yakutia, conocida como Yhiaj.
En marzo de 2020, el incidente con la matanza masiva de animales con rabia en la estación de transferencia de animales en Yakutsk provocó indignación entre los activistas por los derechos de los animales. Avksentieva propuso a los diputados de la Duma de la ciudad de Yakutsk introducir un impuesto a los dueños de mascotas y utilizar los fondos recaudados para la captura y esterilización de animales callejeros. Citó como ejemplo a los países europeos, donde «los animales son tratados como artículos de lujo, y hay impuestos correspondientes sobre ellos».
En julio de 2020, votó en contra de las enmiendas a la Constitución e inicialmente no anunció su voto. Sin embargo, en las redes sociales comenzó a circular una foto falsa, en la que alguien dibujaba un hecho en la columna «a favor» del boletín oficial. El secretario de prensa de Avksentieva, Alexéi Tolstyakov, publicó la foto original en la que la alcaldesa votó en contra. En noviembre de 2020, afirmó que apoya algunas de las enmiendas, incluida la «reducción a cero» de los mandatos presidenciales de Vladímir Putin.
En noviembre de 2020, inició la venta del edificio de oficinas del alcalde y planea ubicar el nuevo en las afueras de la ciudad. También anunció la negativa de la administración a utilizar coches oficiales a favor del taxi. La declaración fue recibida con ambigüedad. La mayoría de los votantes tomó la idea con hostilidad y los politólogos la consideraron un truco de relaciones públicas. También en 2020, la mitad de los residentes de Yakutsk evaluaron negativamente las actividades de la administración de Avksentieva durante todo el año, y solo el 42 % la evaluaron positivamente. La calificación personal de Avksenteva cayó: al final del año, solo el 23 % de los encuestados estaban de acuerdo en nombrarla la mujer política más competente de la región, mientras que el 70 % dijo esto dos años antes. El 15 de enero de 2021, anunció su renuncia anticipada al puesto de alcaldesa por motivos de salud. Fue designado como regente el vicealcalde, Yevgeni Grigoriev de Rusia Unida.

#### Opiniones
- El semanario británico The Economist señaló en un artículo titulado «La repentina popularidad de una alcaldesa rusa que vive modestamente» su estilo de liderazgo, que es atípico en Rusia, y su popularidad tanto en Yakutia como en toda Rusia.[26]
- El predecesor de Avksentieva como alcalde y actual gobernador de la República de Sajá-Yakutia, Aisen Nikoláyev, señaló que ella ha dirigido la sede electoral de Rusia Unida en Yakutsk durante mucho tiempo y, por lo tanto, cree que no es opositora. Nikoláyev también describió a Avksenteva como «una persona adecuada con quien es cómodo trabajar.»[27]
- En septiembre de 2020, una antigua empleada de la alcaldía Svetlana Altabasova acusó a Avksentieva de fraude con la venta de locales como parte del programa de distribución de viviendas para los empleados estatales en 2011.[28] Inicialmente, se presentaron cargos de fraude contra la propia Altabasova, pero ella dijo que fue «víctima de un esquema astuto» creado por Avksentieva. Según su declaración, la alcaldesa y los empleados de la administración recibieron apartamentos cuando Avksienteva y su esposo eran vicealcaldes de Yakutsk.[29]

### Diputada de la Duma Estatal
Después su renuncia, los medios de comunicación expresaron repetidamente el punto de vista de que se ejerció presión administrativa sobre ella para evitar que presentara su candidatura para las elecciones a la Duma Estatal de 2021.
El 4 de julio de 2021, en el 3.er congreso del partido Gente Nueva, el líder del partido Alekséi Necháiev anunció que Sardana Avksentieva ocuparía el segundo lugar después de él en la lista del partido federal para la cámara baja. En las elecciones de septiembre, el partido consiguió el 5,33 % de los votos y obtuvo 13 de 450 escaños.

## Vida personal
Sardana Avksentieva se ha casado dos veces, su primer marido fue Alexander con quien tuvo una hija, Natalia, su segundo esposo es Viktor Avksentiev con quien ha tenido cuatro hijos, Viktor, es candidato de ciencias económicas y tiene tres diplomas de educación superior, además trabajó como primer teniente de alcalde de Yakutsk durante el mandato de Yuri Zabolev y en las elecciones de 2018 dirigió la sede electoral de su esposa.
El 25 de febrero de 2022, después de que Rusia reconociera la independencia de las repúblicas de Donetsk y Lugansk, se la incluyó en la lista de personas sancionadas por la Unión Europea y el 11 de marzo en la lista de personas sancionadas por el Reino Unido.

## Premios y honores
- Trabajador de Honor de la Economía Nacional de la República de Sajá-Yakutia (2021).[37]
- Ciudadano de honor de Bayagantai Nasleg (2020).[38]